# Animal Nitrate
"Animal Nitrate" é uma canção da banda britânica Suede, lançada como single pela Nude Records em 22 de fevereiro de 1993 e posteriormente incluída no álbum de estreia da banda, Suede (1993). Ficou em sétimo lugar na parada de singles do Reino Unido, tornando-se o single mais bem colocado do álbum. Também é o single de maior sucesso do grupo nas paradas da Irlanda e da Nova Zelândia, chegando ao 11.º lugar em ambos os países. Além disso, alcançou a posição 21 na Suécia, mas permaneceu na parada por apenas duas semanas.

## Antecedentes
A banda Suede recebeu ampla cobertura da mídia no ano que antecedeu o lançamento de seu álbum de estreia, em março de 1993. "Animal Nitrate", lançado um mês antes do álbum, foi o terceiro de um tríptico de singles, seguindo os dois primeiros sucessos, "The Drowners" e "Metal Mickey". A canção teve origem com seu riff de abertura, composto pelo guitarrista Bernard Butler, que foi inspirado "totalmente secretamente" por "Smells Like Teen Spirit".
O título da canção é uma referência à droga inalante nitrito de amila, embora Anderson tenha dito que tem mais a ver com outras drogas como ecstasy e cocaína. Ele criou o tema lírico da canção depois de passar por um período em que disse que "as drogas estavam tomando o lugar das pessoas". Chris Jones, resenhando o álbum de estreia do Suede para a BBC, concordou: "Apesar do trocadilho do título, é uma fatia de cinismo em busca de emoção que resumiu perfeitamente como era ser jovem e quimicamente desequilibrado na capital do país na época".
O título original seria "Dixon", já que a parte de guitarra de Butler durante o refrão foi inspirada na introdução da popular série de televisão Dixon of Dock Green, da BBC. Ela quase não foi lançada como single. Inicialmente, Anderson estava convencido de que a balada "Sleeping Pills" seria o terceiro single, mas foi rejeitada pelo proprietário da Nude Records, Saul Galpern, que insistiu que "Nitrate" tinha maior apelo comercial. Falando à NME em 2013 sobre a composição da música, Anderson disse: "Estávamos ensaiando por meses e meses e Bernard continuou me perguntando se eu tinha alguma letra para ela e eu queria algo especial para dizer além do que ele escreveu. Gosto do fato de ser uma canção sobre um mundo escuro e obscuro que acabou no Top 10". De fato, Anderson havia declarado em uma matéria de capa da Melody Maker em abril de 1992 que sua fantasia era ter escrito um single top 10 do Reino Unido sobre "alguma experiência sexual bizarra".

## Posição nas paradas musicais
| Parada (1993)                     | Melhor posição |
| --------------------------------- | -------------- |
| Austrália (ARIA)                  | 89             |
| Europa (Eurochart Hot 100)        | 23             |
| Irlanda (IRMA)                    | 11             |
| Nova Zelândia (Recorded Music NZ) | 11             |
| Suécia (Sverigetopplistan)        | 21             |
| Reino Unido (UK Singles Chart)    | 7              |
| Reino Unido (Music Week Airplay)  | 14             |

## Certificações
| Região                                                                                                  | Certificação | Vendas   |
| --- | ------------ | -------- |
| Reino Unido (BPI)                                                                                       | Prata        | 200,000^ |
| *números de vendas baseados somente na certificação ^números de vendas baseados somente na certificação |              |          |